# Fred Garson
Pour les articles homonymes, voir Garson.
Frédéric Garson, ou Fred Garson, est un réalisateur et scénariste français.

## Biographie
Frédéric Garson commence sa carrière au cinéma comme assistant réalisateur, collaborant à plusieurs reprises avec Luc Besson. Il réalise un premier long métrage cinématographique, The Dancer (2000), produit par Luc Besson et dont l'action se déroule à New York. Il poursuit sa carrière en réalisant de nombreuses publicités qui l'amènent à tourner dans le monde entier entre 2001 et 2010. Il est également réalisateur de clips musicaux.
En 2011 il réalise pour Arte le thriller politique Qui sème le vent, avec Natacha Régnier, Laurent Lucas et Frédéric Pierrot, qu'il tourne entre le Burkina Faso, le Niger et la France. Le film est choisi par Arte pour être présenté en projection spéciale au 13e Festival de la fiction TV de La Rochelle.
Sa collaboration avec Arte se poursuit l'année suivante avec Shanghai blues, nouveau monde, pour lequel il emmène les acteurs Clément Sibony, Thierry Frémont, Elodie Navarre et Samuel Jouy tourner en Chine. Le film est sélectionné au FIPA de Biarritz et au 15e Festival des créations télévisuelles de Luchon.
Fred Garson allie la dimension internationale, le thriller politique et le divertissement grand public en signant la 3e et ultime saison de la série politique Les Hommes de l'ombre pour France 2 en 2016. Il y dirige Carole Bouquet en Première dame, Grégory Fitoussi et Bruno Wolkowitch en conseillers politiques, et convie au casting de la série Rachida Brakni et Laurent Lucas, qu'il dirige donc pour la seconde fois. Sélectionnée dans la catégorie meilleure série au 18e Festival de la fiction TV de La Rochelle Festival de la fiction TV de La Rochelle 2016 et à la 11e cérémonie des Globes de cristal, la série est également diffusée en Angleterre sur Channel 4 sous le titre Spin.
Fred Garson met ensuite sur les rails l'adaptation de la série anglaise The Fall (BBC Two) pour la chaine TF1 en réalisant les quatre premiers épisodes de la série Insoupçonnable qui met en scène Emmanuelle Seigner, Melvil Poupaud et Jean-Hugues Anglade. La série est sélectionnée au 9e Festival Séries Mania et au festival COLCOA de Los-Angeles.

## Filmographie

### Comme réalisateur

#### Cinéma
- 2000 : The Dancer

#### Télévision
- 2011 : Qui sème le vent (téléfilm)
- 2013 : Shanghai blues, nouveau monde (téléfilm)
- 2016 : Les Hommes de l'ombre (série télévisée) - saison 3
- 2018 : Insoupçonnable (série télévisée)
- 2021 : Une mère parfaite (série télévisée)

#### Clips
- Supernature - Bob Sinclar - Cerrone
- Give Me Love - Bob Sinclar - Cerrone
- RNB Rock Style - Mila Tosi
- Les Anges - Gael
- Pour aimer plus fort - Anna H
- Je t’abandonne - Ophélie Winter
- La Vie de rêve - 3e Œil (bande originale du film Taxi)

### Comme scénariste
- 2018 : Insoupçonnable (série télévisée)

### Autres
- 1994 : Léon de Luc Besson - assistant de production et réalisateur du making of About Leon
- 1995 : Rimbaud Verlaine d'Agnieszka Holland - assistant de production
- 1995 : Par-delà les nuages de Michelangelo Antonioni et Wim Wenders - stagiaire assistant réalisateur
- 1996 : Nitrate d'argent (documentaire) de Marco Ferreri - script
- 1997 : Le Cinquième Élément de Luc Besson - deuxième assistant réalisateur et réalisateur du making of The Elements
- 1998 : La Cousine Bette de Des McAnuff - deuxième assistant réalisateur
- 1999 : Jeanne d'Arc de Luc Besson - premier assistant réalisateur
- 2000 : Taxi 2 de Gérard Krawczyk - réalisateur de deuxième équipe